# Оранжерейная улица (Минск)
Улица Оранжерейная (бел. Вуліца Аранжарэйная) — улица в Ленинском районе Минска, идущая от железной дороги Осиповичского направления до улицы Луговой.
Улица сначала проходит между сквером и многоэтажным домом. Затем улица пересекает улицу Маяковского. Между улицами Маяковского и Полесской прерывается (там идёт строительство многоэтажного дома). От улицы Полесской до Луговой походит в частном секторе. Улица двухполосная. Движения общественного транспорта нет.
Оранжерейная улица — одна из немногих в Минске, сохранивших дореволюционное название. Улица была названа по располагавшемуся здесь парниковому хозяйству.